# Planophore
Planophore (aussi appelé Planaphore dans de nombreuses sources) est le nom du premier modèle réduit d'avion à moteur à caoutchouc, développé par Alphonse Pénaud en 1871. Il a une envergure de 45 cm, pèse 16 g et aurait volé 60 m dans cette configuration de base dès 1871,.

## Description
Au Jardin des Tuileries le 18 août 1871, il fait voler plusieurs fois, en présence de représentants de la Société aéronautique de France, un "aéroplane autotomoteur". 
Avec son planophore, Pénaud n'est pas seulement considéré comme le père de l'aéromodélisme. Avec le planophore et les travaux ultérieurs, il explique et démontre expérimentalement la stabilité longitudinale de son aéroplane, grâce à son empennage arrière stabilisateur. Cela fait de lui un pionnier important dans la conception, le développement et les essais d'avions.
Les modèles Planophore étaient vendus en grand nombre comme jouets à la fin du XIXe siècle. Les frères Wright le considéraient comme un de leurs plus importants prédécesseurs.